# Saxifraga mallae
Saxifraga mallae är en stenbräckeväxtart som beskrevs av Hideaki Ohba och M. Wakabayashi. Saxifraga mallae ingår i Bräckesläktet som ingår i familjen stenbräckeväxter. Inga underarter finns listade i Catalogue of Life.